# فرشته سپید (فیلم ۱۹۹۴)
فرشته سپید (انگلیسی: White Angel) یک فیلم مهیج بریتانیایی است که در سال ۱۹۹۴ منتشر شد. از بازیگران آن می‌توان به پیتر فرث، دان هندرسون و مارک استیونز اشاره کرد.

## خلاصه داستان
یک قاتل سریالی نزد یک نویسندهٔ داستان‌های جنایی می‌رود و از او می‌خواهد داستان‌ها و وقایعی را که به او می‌گوید در قالب یک کتاب بنویسد…